# 25541 Greathouse
25541 Greathouse è un asteroide della fascia principale. Scoperto nel 1999, presenta un'orbita caratterizzata da un semiasse maggiore pari a 2,8492285 UA e da un'eccentricità di 0,1966712, inclinata di 3,53932° rispetto all'eclittica.